# Hybosorus illigeri
Hybosorus illigeri Reiche, 1853 è un coleottero appartenente alla famiglia Hybosoridae.

## Descrizione

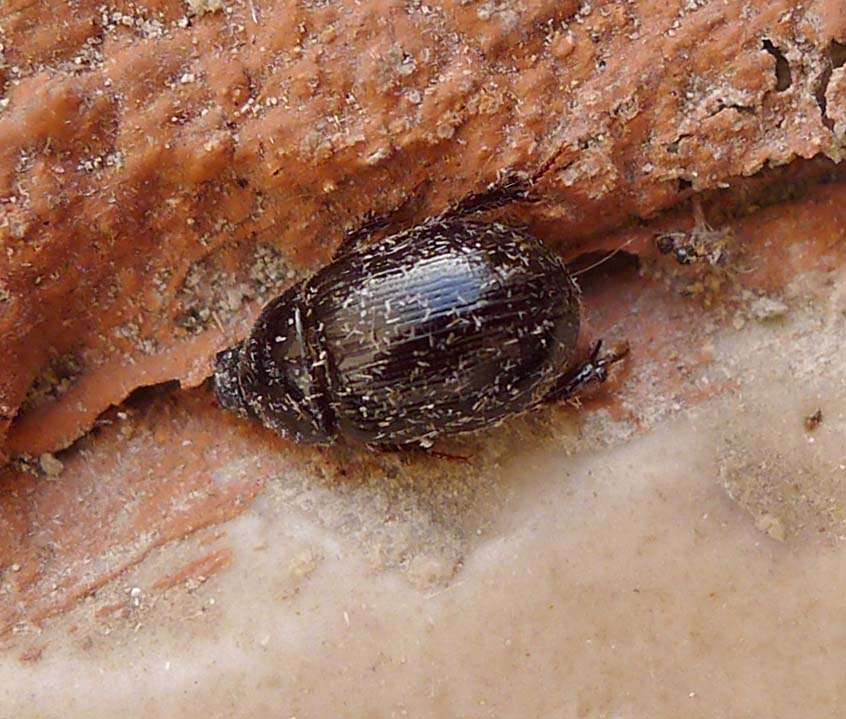

### Adulto
Gli adulti presentano una colorazione nera e sono di piccole dimensioni, si aggirano tra i 5.8 e 9.9 mm di lunghezza. Presentano una forma tozza e convessa, con elitre traslucide che presentano delle striature verticali. Questa specie non è caratterizzata da un notevole dimorfismo sessuale.

## Biologia

### Adulto
Gli adulti sono reperibili durante tutto l'anno, ad eccezione dei mesi più caldi ad altitudini medio-basse. Volano sia di giorno che di notte e vengono attratti dalle luci artificiali. Si muovono tra i cadaveri di animali o gli escrementi, predando i coleotteri che se ne nutrono.

### Larva
Le larve si nutrono di escrementi, in particolare di bovini.

## Distribuzione e habitat
H. illigeri è ampiamente distribuito in tutta la regione afrotropicale e in gran parte della regione paleartica e in parte della regione orientale.